# Francisco de Asís Benítez Salas
Francisco de Asís Benítez Salas (Almería, 8 de abril de 1962) es un diplomático español. Fue Embajador de España en Bangladés (2020-2023).

## Carrera diplomática
Tras licenciarse en Derecho (1988) ingresó en la carrera diplomática. 
Ha estado destinado en las representaciones diplomáticas de España en Arabia Saudí (1988-92), Zimbabue (1992-95), Siria  (1995-97) y Japón (1999-2003). Después de ser jefe del área de Política Exterior para África del Norte y segundo jefe en las Embajadas en Tailandia (2003-06) y en Corea del Sur (2006-08), fue vocal asesor para Emergencia Consular en la Dirección General de Asuntos y Asistencia Consulares (2008-12), y jefe de la Unidad de Protocolo de la Presidencia del Gobierno (2012-2014).
Ha sido Embajador de España en Guinea (2014-2017); Cónsul General de España en Porto Alegre, Brasil (2017-2020) el embajador de España en Bangladés (2020-2023) y desde 2024 es Cónsul General de España en Toronto, Canadá .
En enero de 2025 fue ascendido a la categoría de Ministro Plenipotenciario de primera clase.